# Gloria (nombre)
Gloria es un nombre propio femenino de origen latino en su variante en español. Procede del latín gloria, que quiere decir «gloria, fama».

## Santoral
26 de julio: Santa Gloria.

## Personas
- Gloria Carrá, actriz y cantante argentina
- Gloria Estefan, actriz y cantautora estadounidense
- Gloria Fuertes, poeta española
- Gloria Gaynor, cantante estadounidense
- Gloria Trevi, actriz y cantante mexicana